# Сергеј Шојгу
Сергеј Кужугетович Шојгу (рус. Сергей Кужугетович Шойгу; Чадан, Тива, Совјетски Савез, 21. мај 1955) је руски политичар, генерал армије, актуелни секретар савета безбедности РФ и бивши министар одбране Руске Федерације (2012—2024).
Био је дугогодишњи министар за ванредне ситуације (1994—2012) и губернатор Московске области (мај — новембар 2012). Потпредседник и члан Високог савета Јединствене Русије и носилац звања херој Руске Федерације.

## Биографија
Сергеј Шојгу је рођен у Чадану (Тува) 1955. године од оца припадника туванске мањине и мајке Рускиње. За време Совјетског Савеза је вршио разне функције у инфраструктурном сектору, а истовремено је служио и у Црвеној армији у којој је стекао чина генерала армије. Након распада СССР-а његово искуство у логистици и организационе способности су му омогућили да увек буде у близини политичког врха новостворене Руске Федерације, па је због тога добио место министра за ванредне ситуације и ову функцију је обављао од 1994. до 2012. тј. све до преузимања Министарства одбране.
У руском је народу је познат као гувернер Московске области, раније члан КПСС, а касније у редовима Уједињене Русије, омиљен „јер има чврсту руку – добро дозирану и никад претерану“, као и због способности да добро управља најтежим ситуацијама. Са њим су у Министарство одбране Русије дошли и генерал-пуковник Валериј Герасимов, тада командант Централне војне области, који је преузео место команданта Врховне команде, те генерал Аркадиј Башин, који је с места команданта Западне војне области преузео функцију заменика министра одбране и генерал-пуковник Олег Остапенко, који је остао на дужности ратног ваздухопловства и свемирске одбране.
Одмах по преузимању дужности министра одбране Шојгу је заређао низ дипломатских сусрета од стратешког значаја. Већ 21. новембра 2012. се за време посете Владимира Путина Пекингу генерал Сергеј Шојгу сусрео с првим човеком кинеских оружаних снага, Ксу Килиангом. Шојгу и Ксу Килианг су се сложили како осим обавеза које произилазе из чланства у Шангајској организацији за сарадњу (СЦО), Русија и Кина имају низ додатних заједничких интереса, те како између те две земље влада узајамно поверење. Након посете Кини, у Москву је 14. децембра 2012. допутовала бразилска висока војна делегација и тада су Сергеј Шојгу и тадашњи бразилски министар одбране, Шелшо Аморим, потписали уговор о војној сарадњи према којем Бразил у Руској Федерацији види најбољег партнера за куповину оружја и размену војне технологије. Договор о сарадњи између Русије и Бразила је формално потврдила и руска влада, када је заменик руског премијера Димитриј Рогозин званично најавио „почетак дугорочне војне сарадње између Москве и Бразилије.“
Дана 30. јануара 2013. Шојгу је посетио у Астану, главни град Казахстана, како би се сусрео с председником Нурсултаном Назарбајевим, а циљ посете је било јачање партнерства у оквиру Организације о колективној безбедности (ОДКБ), тадашње Царинске уније између Русије, Белорусије и Казахстана и Шангајске организације, а разговарало се и о наслеђу у војном сектору из времена Совјетског Савеза. Назарбајев је тада изјавио „како је Русија била и биће један од најважнијих савезника Казахстана" и позвао министре одбране двеју земаља да појачају сарадњу у оквиру ОДКБ, а посебно у сектору војне технологије. Шојгу је тада најавио пројекат коме је циљ стварање зоне заједничке противваздушне одбране Русије и Казахстана. Тог дана су званичници Руске Федерације и Казахстана потписали више од 60 докумената о војној и војно-техничкој сарадњи.
Војна дипломатија руског министра одбране се и након овога наставила. Одмах након свргавања египатског председника из редова Муслиманског братства, Мохамеда Мурсија, генерал Сергеј Шојгу јача односе са Египтом. С бившим генералом и актуелним египатским председником, Абделом Фатахом Ал-Сисијем, је подигао сарадњу између египатске и руске војске на ниво на којој је била пре почетка ’70 -их, када је тадашњи египатски председник Анвар Ел-Садат прекинуо све односе са Совјетским Савезом и приклонио се Сједињеним Државама.
Посебну важност руско Министарство одбране је у наредне две и по године посветило Латинској Америци, а генерал Шојгу је посетио готово све земље традиционалне савезнице Совјетског Савеза, а касније и Русије. Потписао је споразуме о војно-техничкој сарадњи с Никарагвом и Кубом, а нешто раније је са министром одбране Венецуеле, Владимиром Падрино Лопез, договорио заједничке војне вежбе јединица руске противваздушне одбране и венецуеланске војске. Сарадња Русије са земљама Латинске Америке у области одбране ће помоћи Москви да се ефикасније успостави противтежу ширењу НАТО савеза у источној Европи.
Осим тога, генерал Сергеј Шојгу је потписао споразум о војној сарадњи са Ираном, а споразум укључује и јачање сарадње у борби против тероризма, размену војног особља, поморску сарадњу која укључује и обострано коришћење ратних лука. Ирански министар одбране Хусеин Дехкан је након овога позвао на већу сарадњу јер је то начин супротстављања америчким амбицијама у региону. „Иран и Русија су у стању да се суоче са експанзионистичком интервенцијом и похлепом Сједињених Држава кроз сарадњу, синергију и активирање стратешких потенцијалних капацитета. Између осталог, као две суседне земље Иран и Русија имају заједничке ставове о политичким, регионалним и глобалним питањима“, рекао је Дехгхан овом приликом, а Иранска државна телевизија је известила „како су се Иран и Русија договорили о испоруци руских противракетних система иранској војсци.“
Јачање партнерства са земљама бившег Совјетског Савеза из Организације уговора о колективној безбедности (ОДБК), са групом БРИКС, сарадња са земљама Шангајске организације за сарадњу (СЦО) с којима се Русија заједно супротставља терористичкој претњи на Кавказу и на својим јужним границама, сарадња са Латинском Америком, Ираном, Египтом и бројним другим земљама, потом модернизација и јачање борбене готовости према најсавременијим критеријумима унапређења ратне морнарице и свих осталих компоненти оружаних снага, као и спровођење у дело информатичке одбране; и на крају честе и масовне изненадне војне вежбе које укључују на стотине хиљада војника и сву расположиву ратну технику, бројни су показатељи промена у оружаним снагама Руске Федерације које је увео Сергеј Шојгу.